# 키리타니 초초
키리타니 초초(일본어: 桐谷 蝶々 기리타니 조초[*], 1월 15일 생, 생년 비공개)는 일본의 여자 성우이다.